# Pardosa manubriata
Pardosa manubriata este o specie de păianjeni din genul Pardosa, familia Lycosidae, descrisă de Simon, 1898. Conform Catalogue of Life specia Pardosa manubriata nu are subspecii cunoscute.